# Diablada

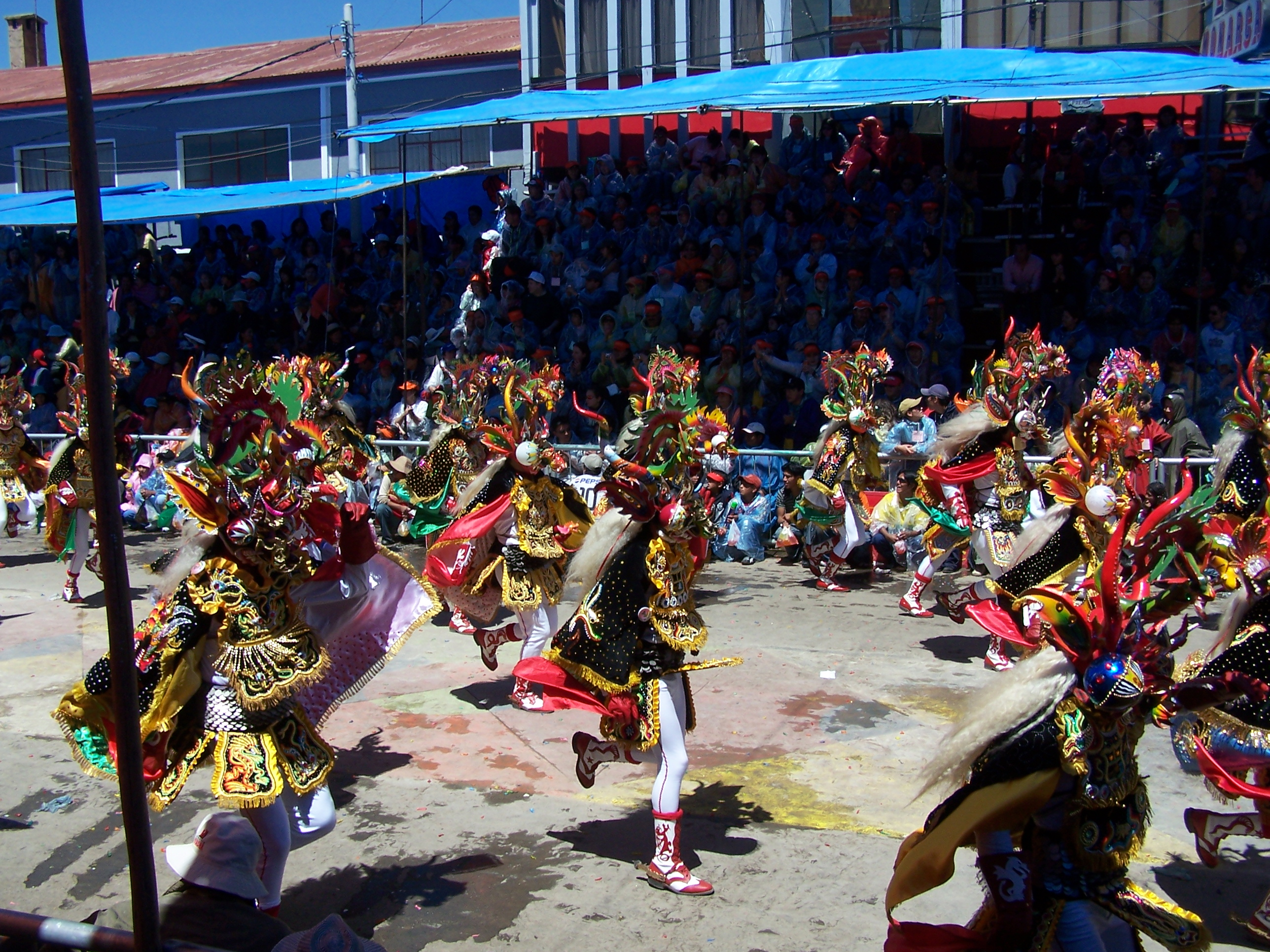
La diablada

La diablada è una delle più colorate e originali danze tradizionali della Bolivia e del Perù.
• Bolivia: Il diavolo è il simbolo del Carnaval de Oruro, svolto nella città di Oruro, in Bolivia, Patrimonio Orale e Intangibile dell'Umanità da parte dell’Organizzazione per l'educazione, la scienza e la cultura, da parte dell'UNESCO.
• Perù: La danza è il simbolo della Fiesta de la Candelaria, svolto nella storica ed emblematica regione di Puno. Anch'essi è considerato Patrimonio Orale e Intangibile dell'Umanità da parte dell'Organizzazione per l'educazione, la scienza e la cultura, da parte dell'UNESCO.
La danza della diablada suggerisce un mondo profondamente legato con il culto del male, il dio andino Supay, da Huari dio della montagna, e il diavolo della liturgia cattolica. 
La diablada riflette il sincretismo religioso attraverso sontuose forme e colori, che nel corso del tempo ha guadagnato popolarità. Tuttora, al giorno d'oggi, Bolivia e Perù si contendono l'origine di questa danza.

## Storia
- Wikimedia Commons contiene immagini o altri file su Diablada

• In Bolivia, si considera che sia nata durante il periodo di colonizzazione spagnola, come una rappresentazione della lotta tra il bene e il male, dove vince il bene rappresentato dall'arcangelo Michele che guida la truppa dei diavoli nella danza sotto forma di vincitore. 
Nel diciottesimo secolo, i minatori di Oruro decisero: da una parte di dichiarare la Virgen del Socavon come Madre protettrice dei lavoratori e dall'altra parte decisero di danzare come diavoli, per non provocare l'ira del Tio della miniera, essere soprannaturale, considerato proprietario dei metalli che può fornire ricchezze o morte all'interno della miniera.
• In Perù: Nel 1577 i gesuiti si stabilirono a Juliaca, Puno, e nei giorni festivi si rappresentavano spettacoli teatrali ai quali gli aymara erano già abituati e si presentavano commedie e autos sacramentali. Il dottor Ricardo Arbulú indica che in una lettera di padre Diego González Holguín al suo superiore, i gesuiti nella loro missione a Juliaca, insegnarono agli indigeni un canto-danza sui sette peccati capitali e su come gli angeli sconfiggono i demoni, per cristianizzare gli abitanti della zona. Juliaca era conosciuta come “La Roma delle Indie”. Juliaca è uno dei centri culturali da cui si diffonde la figura del diavolo.
I Sicuris del Barrio Mañazo sono un gruppo musicale tradizionale nativo di Puno fondato nel 1892. Più tardi, nel 1909, i "Sicuris Juventud Obrera" furono creati nella stessa città di un altro gruppo musicale nativo, i sicu-morenos, che suonano sicus, grancassa e rullante , piatti e triangolo, eseguendo huaynos sincopati, al ritmo di morenos, diablos e altri.
La Diablada di Puno, eseguita con nuovi strumenti in bronzo, nasce nel 1962 con il nome di "Tradizionale Diablada Porteño" seguita dall'Associazione Spettacolare Diablada Bellavista Folklore nel 1963, formando nel tempo più gruppi che nella versione di Puno "Tipo Antiguo" sono personaggi; mantenute, denominate "Figure", come "Il Vecchio", "La Pelle Rossa". 
Questa danza coinvolge diversi personaggi della mitologia andina come la China Supay, l'orso bianco, il Condor, il serpente.